# Distrito de Vista Alegre (Nazca)
El distrito de Vista Alegre es uno de los cinco distritos de la Provincia de Nazca, ubicado en el Departamento de Ica, bajo la administración del Gobierno regional de Ica, en el sur del Perú.
Desde el punto de vista jerárquico de la Iglesia católica forma parte de la Diócesis de Ica.

## Historia
El 17 de agosto de 1947, según consta en el libro de actas y por acuerdo unánime de sus pobladores, se denominó a esta nueva localidad como «Vista Alegre».
El 20 de septiembre de 1984, según Ley No 23927, se crea el Distrito de Vista Alegre, en la Provincia de Nazca. Su capital es el pueblo de Vista Alegre, ubicado a 565 m s. n. m. (metros sobre el nivel del mar), siendo su primer alcalde David Calle Parra.

## Ubicación y geografía
Vista Alegre es el municipio vecino independiente de Nazca y está situada 451 km de sur de Lima y 565 m s. n. m.  en la provincia de Nazca en la región de Ica.
Vista Alegre y Nazca poseen la abundancia agrícola (alfalfa, algodón), la crianza de ganados y la industria de explotación minera (oro, hierro) y son conectados con el norte y el sur del país por la carretera Panamericana; hay además una carretera hacia Abancay y al Cusco.
Vista Alegre posee un clima seco y saludable, con una temperatura promedio de 19 °C, tiene una precipitación pluvial de 0.25 mm al año. Su geografía está conformada por cerros, dunas, pampas y ríos secos.

## Centros turísticos
Cementerio de Chauchilla
Se encuentra ubicado a 26 km al sur este de Vista Alegre. Tiene una extensión de 2 km a la redonda de tumbas precolombinas, donde podemos apreciar fardos funerarios con sus piezas arqueológicas tales como: cerámica, textiles y algunos alimentos que aún se comservan, estas tumbas fueron hechas de adobe y algunos leños de Huarango para el recubrimiento de la tumba.
Las Trancas
Ubicada a 30 km al sudoeste de Vista Alegre, lugar donde podemos apreciar Trapecios Gigantescos, algunos que fueron cubiertos por el gran movimiento de arena que se aprecia en el lugar; a su vez podemos ver Acueductos precolombinos al estilo de Ojos o respiradero a tajo abierto.
Copara
Se encuentra ubicado a 26 km aproximadamente al sureste de Vista Algre, donde podemos apreciar muchas hectáreas de viñedos de Uva, a un lado del valle podemos apreciar una colina donde se puede observar los famosos Trapecios (Caminos Sagrados) de los antiguos Nasca.
Taruga
A 12 km al sureste de Vista Algre, donde podemos apreciar una gran concentración de acueductos en forma de Espiral Cuadrados y de estilo tajo abierto y socavón, estas grandes construcciones con piedra de canto rodado y tronco de huarango tienen una profundidad de 10 a 12 m.
Duna Grande
Duna Grande (enlace roto disponible en Internet Archive; véase el historial, la primera versión y la última). llamado también Cerro Marcha, se encuentra ubicada a unos 38 km de Vista Algre en S15 00.920 W74 48.705; con 1693 m s. n. m. (metros sobre el nivel del mar) en su cima y 770 m s. n. m. en su base; es decir, tiene más de 920 m de pura arena, lugar ideal para las personas que realizan turismo de aventura ya sea sandboard u Off Road, tiene 2 grandes bajadones el primero de 700 m y luego otro de casi 1 km de pura arena. También existe una buena vista para apreciar una gran concentración de Trapecios (caminos sagrados). Desde la cima se puede ver con esplendor el majestuoso Cerro Blanco, a su vez pasar una noche en la cima de este cerro. Aquí se realiza anualnete el Raid Duna Grande un importante evento de aventura Off Road.
Cerro Blanco
Se encuentra ubicada a unos 38 km de Vista Algre en S15 03.416 W74 50.703; con 2078 m s. n. m. lugar ideal para sandboard.

## División administrativa

### Pueblos jóvenes
- El Porvenir
- Nueva Unión
- Nueva Villa
- Nuevo Vista Alegre
- Portachuelo

Este com

### Caseríos
- Catahuari
- Chauchilla Alta
- Copara
- Crucero
- Cueva Chaqui
- El Inca
- Guanillo
- La isla
- La joya
- Lindero
- Llicua Alto
- Los Robles
- Majorito
- Pajaris
- Pajonal Alto
- Pampa de Chauchilla
- Poroma
- Quemazón
- San Carlos
- San Felipe
- San Luis de Pajonal
- Santa Bertha
- Santa Luisa
- Taruga
- Toclla
- Totoral
- Trancas alta
- Trancas bajas

## Instituciones educativas

### Inicial y Jardín
- I.E. N.º 271
- I.E. N.º 272
- I.E. N.º 274 Ángeles De Cristo
- I.E. N.º 265 Manuel Antonio Elías Tello
- I.E. N.º 266 Sagrado Corazón De Jesús

### Primaria
- I.E. N.º 22410
- I.E. N.º 22690
- I.E. N.º 22682
- I.E. N.º 22602
- I.E. N.º 22575
- I.E. N.º 22560
- I.E. N.º 22534
- I.E. N.º 22420
- I.E. N.º 22411
- I.E. N.º 22407
- I.E. N.º 22691
- I.E. N.º 22723
- I.E. N.º 22642

### Secundaria
- Luis Negreiros Vega
- Fermín Del Castillo Arias

Primaria De Adultos
- Fermín Del Castillo Arias

Secundaria De Adultos
- Fermín Del Castillo Arias
  -     - Secundaria Josefina Mejía de Bocanegra

## Autoridades

### Municipales
- 2011-2014[3]
  - Alcalde: José Luis Gutierrez Cortez
  - Regidores: Edilberto Rufino Carazas Durand (PRI), Eleana Carla Salcedo Garayar (PRI), José Enrique Mendoza Huamaní (PRI), Gloria María Quispe Vente (PRI), Patrocinio Cantoral Quispe (Frente Regional Progresista Iqueño).
- 2007-2010
  - Alcalde: Eusebio Alfonso Canales Velarde.

### Policiales
- Comisario 2013 - 2014: Capitán PNP Carlo Zegarra Parra.

### Religiosas
- Párroco: Pbro. Richard Ali Huisacaina, C.S.R. (Parroquia Nuestra Señora de Fátima).[4]

## Festividades
- Santísima Cruz.
- Virgen de Fátima.